# Wyre (fiume)
Il Wyre è un fiume dell'Inghilterra nord-occidentale che sfocia nel mar d'Irlanda.

## Percorso
Il Wyre nasce nella foresta di Bowland, nei pressi del villaggio di Abbeystead, dalla confluenza di due corsi d'acqua differenti: il Tambrook Wyre ed il Marshaw Wyre. Scorre quindi verso sud-ovest, intersecando l'autostrada Motorway M6 ed il Lancaster Canal presso il villaggio di Garstang. Giunto presso la località di St Michael's on Wyre, riceve in sinistra orografica il fiume Brock e poi piega verso ovest attraversando la pianura costiera del Fylde. Presso Skippool poi il Wyre vira verso nord formando un largo estuario e sfociando nella baia di Morecambe a Fleetwood.